# Лобовиков, Сергей Александрович
Сергей Александрович Лобовиков (19 июня 1870, село Белая Вятской губернии — 27 ноября 1941, Ленинград) — фотохудожник, председатель Вятского фотографического общества, почётный и действительный член Русского фотографического общества (Москва). Почётный гражданин города Вятки.

## Биография
Сергей Лобовиков родился 19 июня 1870 года, в Вятской губернии, в семье сельского дьякона. Получил четырёхлетнее образование в сельской школе, затем в духовном училище. Рано осиротев, в 14 лет был отдан на обучение купцу и фотографу П. Г. Тихонову в губернский город Вятку. У него Лобовиков работал 5 лет по контракту без оплаты за труд. В 1892—1893 гг. проходил военную службу, от которой позже был освобожден по состоянию здоровья. Работал в Петербурге, однако затем вернулся в Вятку.
В 1894 г. Лобовиков, взяв в аренду небольшое помещение и фототехнику, открывает в Вятке собственное фотоателье. С 1899 года работает как фотохудожник, в этом же году он впервые участвует в фотографическом конкурсе в Петербурге, где сразу же получает бронзовую награду.
В 1900 году Лобовиков предпринимает путешествие по Западной Европе и посещает Германию, Бельгию, Францию, Австрию. В этом же году Лобовиков принимает участие во Всемирной выставке в Париже по теме «Крестьянский быт и труд крестьянина в России». На Всемирной выставке фотограф также получает бронзовую медаль.
В последующие годы Лобовиков участвует ещё в нескольких международных выставках и конкурсах художественной фотографии, где получает новые награды:
- 1903 г. — диплом на бронзовую медаль на Международной фотографической выставке Петербургского фотографического общества;
- 1904 г. — бронзовая медаль на Международной фотографической выставке в Ницце;
- 1908 г. — диплом на Первую награду и золотую медаль от Императорского Русского Технического Общества на Международной выставке в Киеве;
- 1909 г. — свидетельство в «удостоверении выдающихся успехов» в художественной фотографии на Международной фотографической выставке в Дрездене. В этом же году Лобовиков избирается членом-корреспондентом Дрезденского общества развития художественной фотографии;
- 1910 г. — Высшая награда и государственная благодарность на международной выставке в Будапеште. В этом же году «в уважение больших заслуг в деле художественной фотографии» избран почетным членом Лондонского общества изящных искусств. Киевским обществом «Дагерр» избран в жюри Международного Салона Художественной фотографии;
- 1911 г. — диплом Киевского Международного Салона Художественной светописи Общества «Дагерр» за фотоработы, представляющие художественный интерес;
- 1913 г. — «за труды в области художественной светописи» избран почетным членом Русского фотографического общества в Москве (действительным членом которого состоял с 1900 года).

С 1908 года Сергей Лобовиков является Председателем Вятского фотографического общества и одним из устроителей Художественного музея Вятки. Является одним из авторитетных мастеров фотографии 1920-х годов. С 1920 по 1934 год он преподаёт курс фотографии в Вятском педагогическом институте, а также работает в Вятском Государственном музее искусства и старины научным сотрудником и заведующим негативным фондом и фотокабинетом.
В 1927 году Русское фотографическое общество организовывает персональную выставку С. А. Лобовикова. В 1929 году фотохудожник участвует в международных выставках художественной фотографии в Нью-Йорке, Токио и Осаке.
В конце 1934 года Лобовиков с семьей переезжает в Ленинград, где до 1936 года работает в фотокинолаборатории Академии наук СССР.
Осенью 1941 года Сергей Лобовиков погибает во время бомбежки в городе Ленинграде.

## Память
- В городе Кирове на фасаде здания 12-а по улице Московской установлена мемориальная доска с изображением фотографа, фотоаппарата и текстом: «На этом месте стоял дом, в котором жил и работал с 1905 по 1934 годы один из основателей отечественной художественной фотографии С. А. Лобовиков»[5].

## Выставки
- С.А. Лобовиков «Был интересен всякий человек...». Киров (2021)[6].
- С.А. Лобовиков — мастер художественной фотографии. Зуевский районный историко-краеведческий музей (2019)[7].
- Музей искусств и ремёсел. Гамбург (1999).
- «Сергей Лобовиков — мастер русской художественной фотографии» Русский музей (1998).
- Выставочный зал Союза художников. Линген (1996).
- Выставка в зале documenta. Кассель (1995).
- Вятский художественный музей имени В. М. и А. М. Васнецовых. (1970).

## Фотогалерея

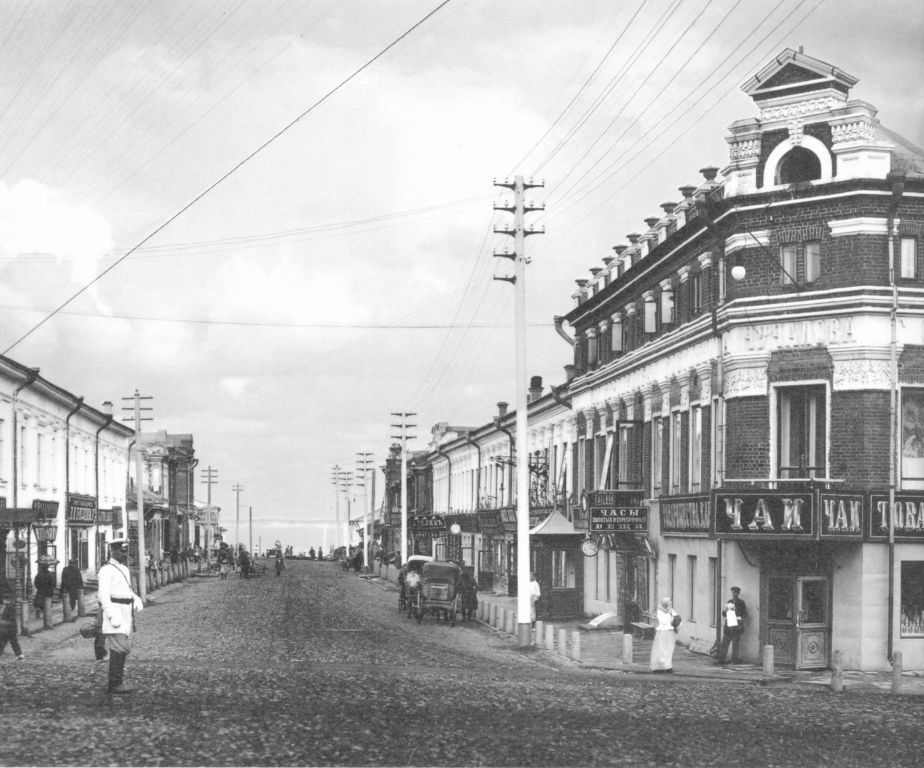
Улица Спасская в Вятке
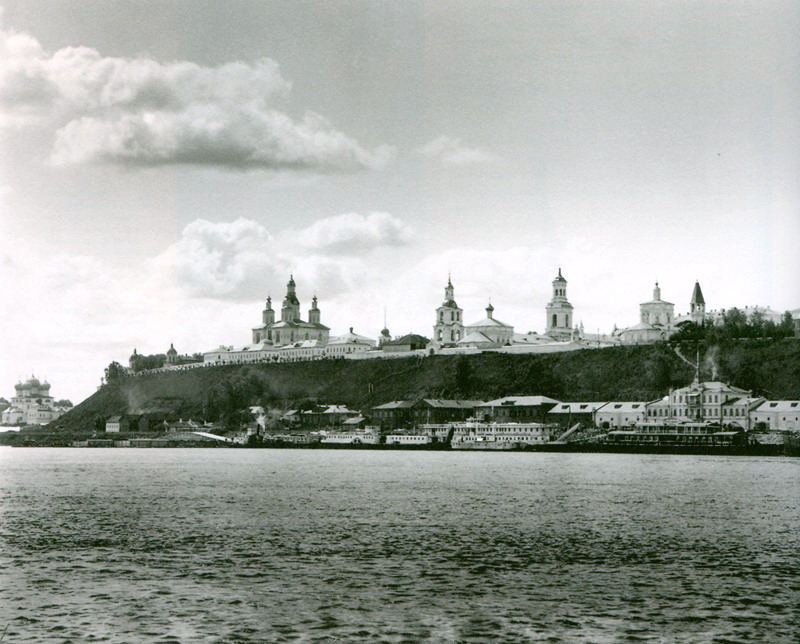
г. Вятка. Вид на город из-за реки (1910-е годы)
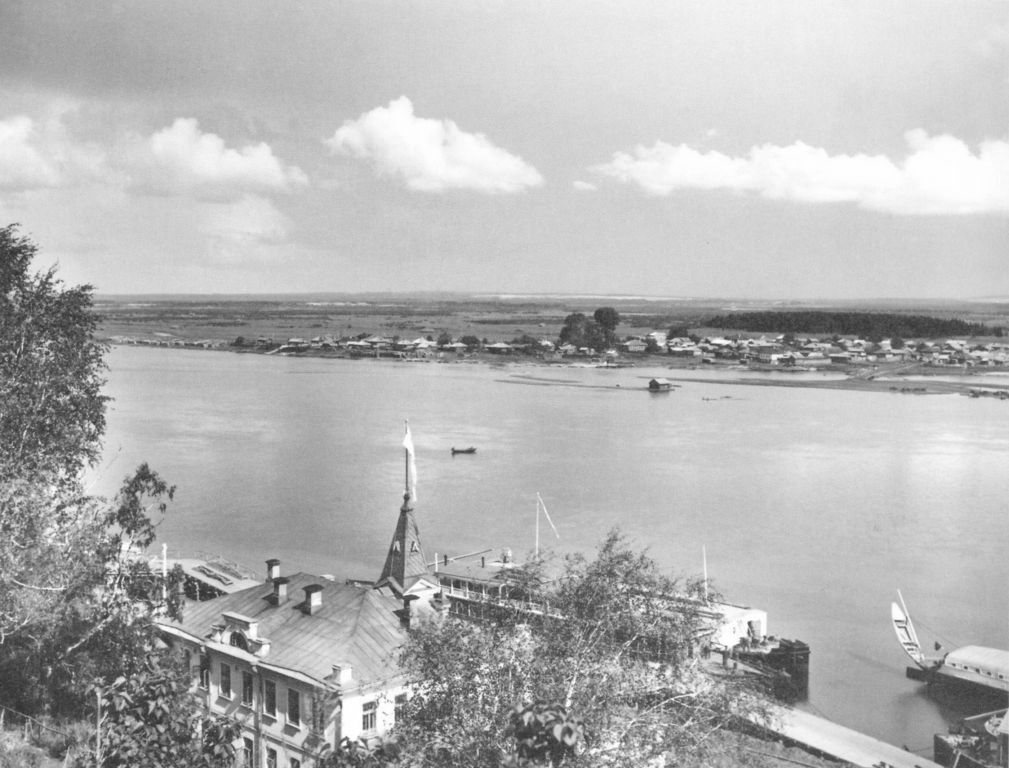
г. Вятка. Речной порт (1900-е годы)
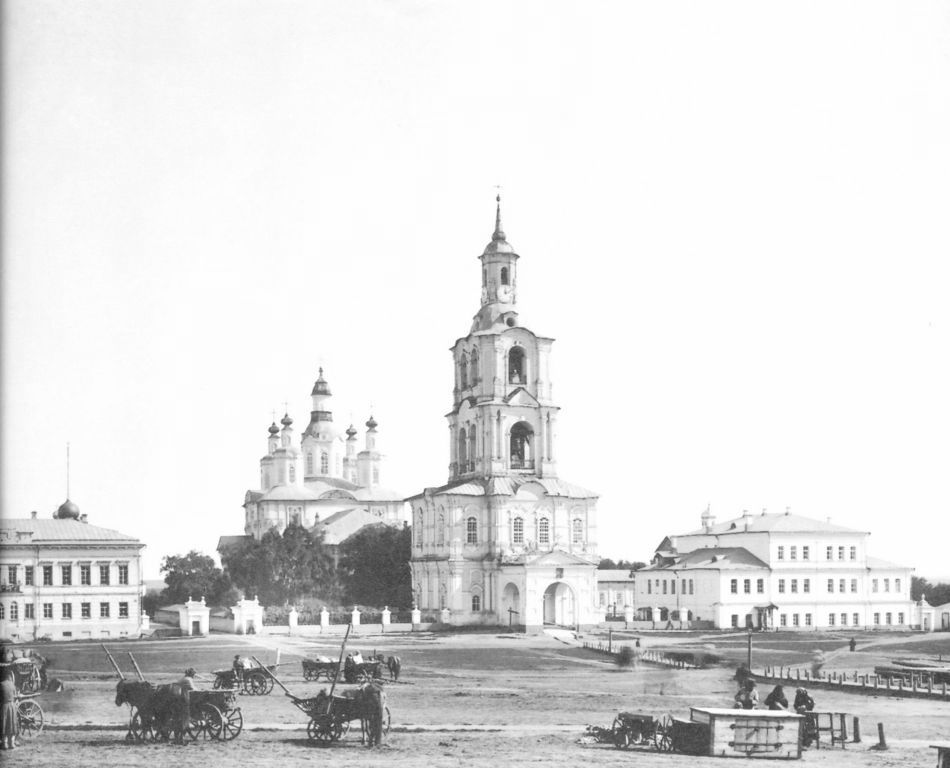
Кафедральная площадь и Свято-Троицкий кафедральный собор (1890-е годы)
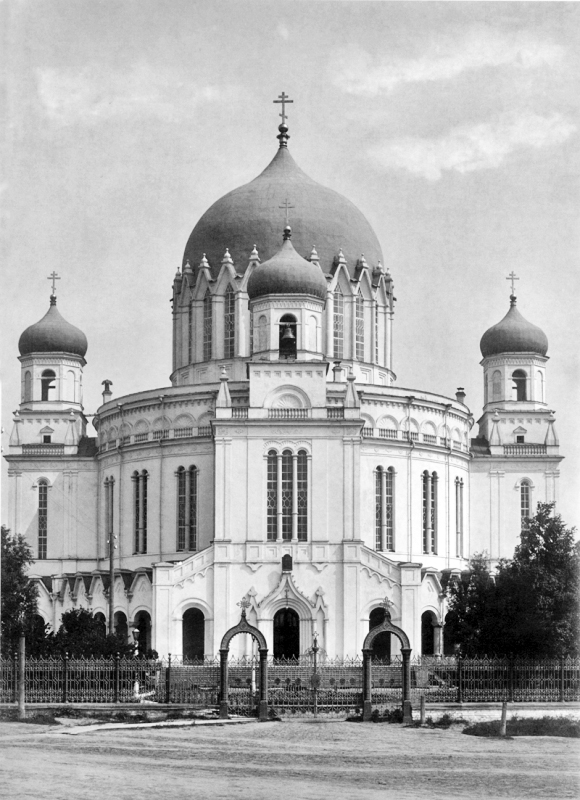
Александро-Невский собор
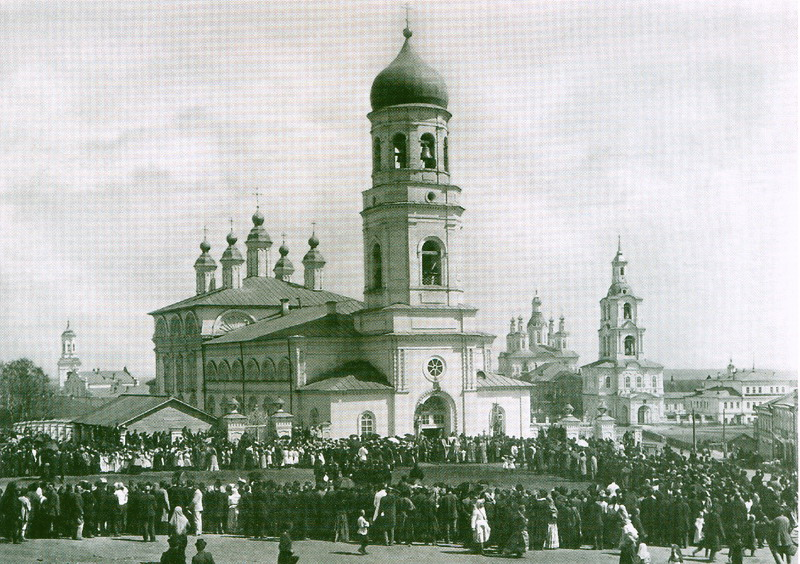
Воскресенский собор
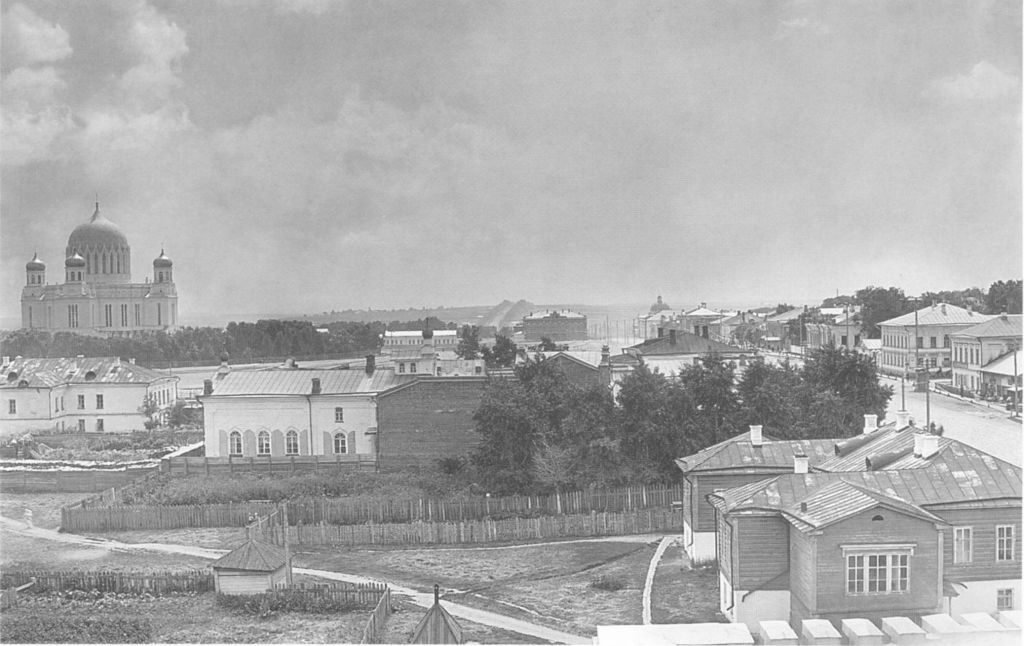
Вид на улицу  Вознесенскую
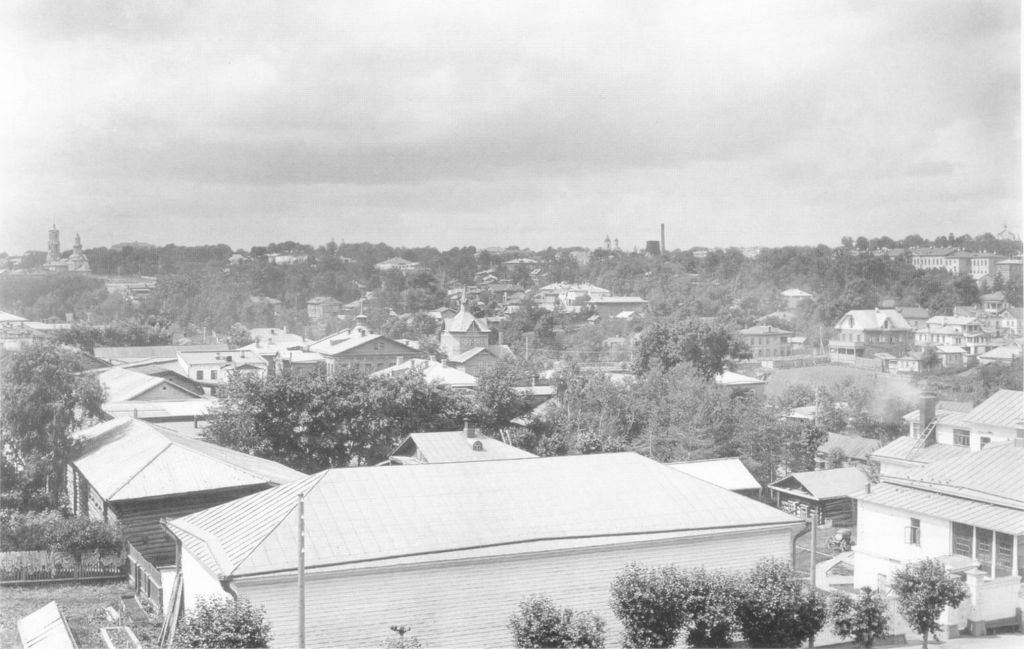
Обзорный вид Вятки